# 김판수
김판수(金判洙, 1957년 1월 8일~2024년 9월 30일)는 대한민국의 정치인이다. 경기도의원을 지냈다.

## 학력
- 벌교상업고등학교 졸업
- 경기대학교 경영학 학사

## 경력
- 새정치국민회의 경기도당 군포시 지구당 수리동 지방자치위원장
- 군포시 체육진흥회 위원
- 공인회계사 김창석사무소 사무장
- 새천년민주당 경기도당 군포시 지구당 부위원장
- 금천세무회계무료상담소장
- 2002.07 ~ 2006.06: 제4대 군포시의회 의원
- 재단법인 군포시청소년수련관 이사
- 군포시새마을회 이사
- 2006.07 ~ 2010.06: 제5대 군포시의회 의원
  - 2008.07 ~ 2010.06: 제5대 군포시의회 후반기 부의장
- 민주당 경기도당 상무위원
- 2010.07 ~ 2014.06: 제6대 군포시의회 의원
  - 2010.07 ~ 2012.06: 제6대 군포시의회 전반기 의장
- 2017.04 ~ 2017.05: 제19대 대통령선거 문재인후보 경기도당 조직특보
- 2018.07 ~ 2022.06: 제10대 경기도의회 의원
- 2022.07 ~ 2024.09 : 제11대 경기도의회 의원
  - 2022.08 ~ 2024.09 : 제11대 경기도의회 전반기 부의장

## 역대 선거 결과
|  | 31.99% |

|  | 50.9% |

|  | 30.47% |

|  | 44.17% |

|  | 72.86% |

|  | 52.38% |